# Nanni Moretti
Nanni Moretti (ur. 19 sierpnia 1953 w Bruneck) – włoski reżyser, scenarzysta, aktor i producent filmowy. Jedna z czołowych indywidualności twórczych w kinie włoskim i europejskim przełomu XX i XXI wieku. 
Tworzy autorskie, głęboko osobiste kino, w którym główna postać - odgrywana niemal zawsze przez niego samego - stanowi jego alter ego. Występuje również sporadycznie w filmach innych reżyserów (Daniele Luchetti, Mimmo Calopresti).
Zdobył Europejską Nagrodę Filmową i nagrodę za reżyserię na 47. MFF w Cannes za film Dziennik intymny (1993). Złotą Palmę na 54. MFF w Cannes przyniósł mu z kolei kameralny Pokój syna (2001).
Zasiadał w jury konkursu głównego na 50. MFF w Cannes (1997). Przewodniczył obradom jury na 58. MFF w Wenecji (2001) oraz na 65. MFF w Cannes (2012).

## Filmografia

### reżyser
- 1974: Come parli, frate?
- 1976: Jestem samowystarczalny(Io sono un autarchico)
- 1978: Ecce bombo
- 1981: Złote sny (Sogni d’oro)
- 1984: Bianka (Bianca)
- 1985: Idźcie, ofiara spełniona (La messa è finita)
- 1989: Czerwony lobik (Palombella rosa)
- 1990: Rzecz (La cosa) – dokumentalny
- 1993: Dziennik intymny (Caro diario)
- 1998: Kwiecień (Aprile)
- 2001: Pokój syna (La stanza del figlio)
- 2006: Kajman (Il caimano)
- 2007: Kocham kino (Chacun son cinéma) – epizod Diario di uno spettatore
- 2011: Habemus Papam: mamy papieża (Habemus papam)
- 2015: Moja matka (Mia madre)

### aktor
- 1974: Come parli, frate? jako Don Rodrigo
- 1976: Jestem samowystarczalny(Io sono un autarchico) jako Michele Apicella
- 1977: We władzy ojca (Padre padrone) jako Cesare
- 1978: Ecce bombo jako Michele Apicella
- 1981: Złote sny (Sogni d’oro) jako Michele Apicella
- 1984: Bianka (Bianca) jako Michele Apicella
- 1985: Idźcie, ofiara spełniona (La messa è finita) jako Don Giulio
- 1988: Jutro się zdarzy (Domani accadrà) jako Matteo
- 1989: Czerwony lobik (Palombella rosa) jako Michele Apicella
- 1991: Nosiciel teczki (Il portaborse) jako Cesare Botero
- 1993: Dziennik intymny (Caro diario) jako on sam
- 1993: La seconda volta jako Alberto Sajevo
- 1998: Kwiecień (Aprile) jako on sam
- 2001: Pokój syna (La stanza del figlio) jako Giovanni Sermonti
- 2004: Widzę to w twoich oczach (Te lo leggo negli occhi) jako klient w sklepie
- 2006: Kajman (Il caimano) jako on sam / Silvio Berlusconi
- 2007: Kocham kino (Chacun son cinéma) – epizod Diario di uno spettatore jako on sam
- 2008: Cichy chaos (Caos calmo) jako Pietro Paladini
- 2011: Habemus Papam: mamy papieża (Habemus papam) jako psychoanalityk
- 2015: Moja matka (Mia madre) jako Giovanni